# Abdoh Otaif
Pour les articles homonymes, voir Otaif.
Abdoh Otaif, en arabe : عبده عطيف, né le 2 avril 1984  à Riyad en Arabie saoudite, est un footballeur saoudien évoluant au poste de défenseur. Il est le frère d'Ahmed Otaif.

## Biographie
Né à Riyad en Arabie saoudite, il commence à jouer au football professionnel en 2002 avec l'équipe d'Al-Shabab Riyad. Il rejoint en 2011 le club d'Al Ittihad Jeddah. Puis en 2012, il est transféré à l'Al Nasr Riyad.
Il débute en équipe nationale saoudienne lors de l'année 2004. Avec cette équipe il participe à la Coupe d'Asie des nations 2007  puis à la Coupe d'Asie des nations 2011.

## Clubs
- 2002-2011 :  Al-Shabab Riyad
- 2011-2012 :  Al Ittihad Jeddah
- 2012-2015 :  Al Nasr Riyad

## Palmarès
- Finaliste de la Coupe d'Asie des nations 2007 avec l'équipe d'Arabie saoudite
- Champion d'Arabie saoudite en 2004 et 2006 avec l'Al Shabab Riyad
- Vainqueur de la Coupe d'Arabie saoudite en 2009, 2010 et 2011 avec l'Al Shabab Riyad
- Vainqueur de la King Cup of Champions en 2008 et 2009 avec l'Al Shabab Riyad